# Movimento Nazionale (Polonia)
Il Movimento Nazionale (in polacco Ruch Narodowy - RN) è un partito politico polacco di estrema destra fondato nel 2012.
Si presentò in occasione delle elezioni europee del 2014 come alleanza elettorale tra Campo Nazional-Radicale (Obóz Narodowo-Radykalny), Gioventù di Tutta la Polonia (Młodzież Wszechpolska) e Unione per la Politica Reale, che lasciò successivamente la coalizione.
In vista delle elezioni europee del 2019 ha avviato un percorso federativo con KORWiN, dando luogo alla Confederazione KORWiN Braun Liroy Nazionalisti, che ha ottenuto il 4,5% dei voti senza ottenere seggi.
Alle elezioni parlamentari del 2019 l'alleanza, ridenominata Confederazione della Libertà e dell'Indipendenza (Konfederacja Wolność i Niepodległość), ha ottenuto il 6,8% dei voti e 11 seggi, di cui 5 conseguiti da RN.

## Parlamentari

### Deputati della IX legislatura (2019-2023)
- Krzysztof Bosak
- Krystian Kamiński
- Krzysztof Tuduj
- Michał Urbaniak
- Robert Winnicki

## Risultati elettorali
| Elezione          | Elezione     | Voti        | %           | Seggi   |
| ----------------- | ------------ | ----------- | ----------- | ------- |
| Europee 2014      | Europee 2014 | 98.626      | 1,40        | 0 / 51  |
| Parlamentari 2015 | Sejm         | In Kukiz'15 | In Kukiz'15 | 5 / 460 |
| Europee 2019      | Europee 2019 | 621.188     | 4,55        | 0 / 51  |
| Parlamentari 2019 | Sejm         | 1.256.953   | 6,81        | 5 / 460 |
| Parlamentari 2023 | Sejm         | In KWiN     | In KWiN     | 5 / 460 |
| Europee 2024      | Europee 2024 | In KWiN     | In KWiN     | 2 / 53  |
| 1. 2.             |              |             |             |         |